# Kirjat Malachi
Kirjat Malachi (Hebreeuws: קִרְיַת מַלְאָכִי) is een stad in het zuidelijk district van Israël, ten noordoosten van de badplaats Ashkelon en ten zuidoosten van Ashdod. In 2007 had de stad naar schatting 19.600 inwoners.
De naam betekent 'engelenstad' of stad van de engelen. De stad is opgericht in 1951 en dankt haar naam aan de substantiële financiële bijdrage van de joodse gemeenschap uit Los Angeles, Californië. Deze steun was hard nodig, gezien de grote vluchtelingenstroom uit Arabische landen. De stad toonde haar dankbaarheid door haar naam naar de gevers te benoemen.
Door de recente nieuwe immigrantenstroom uit de voormalige Sovjet-Unie alsmede uit Ethiopië, heeft de stad met 40 procent doen toenemen.
Moshe Katzaw was op 24-jarige leeftijd in 1969 gekozen als burgemeester van Kirjat Malachi. Deze functie heeft zijn jongere broer Lior Katzaw ook vervuld. Thans is Motti Malka burgemeester van de stad.

## Stedenband
- Golmud (Volksrepubliek China), sinds 25 juni 1997